# Menhir de la Pierre Levée (Chéméré)
Le menhir de la Pierre Levée est un menhir situé sur la commune de Chéméré dans le département de la Loire-Atlantique.

## Description
Le menhir mesure 2,15 m de hauteur pour une largeur à la base de 1 m et une épaisseur moyenne de 0,60 m.

## Folklore
Selon une légende locale, le menhir serait l'un des blocs jetés par Barbe-Bleue depuis le château de Princé sur ses assaillants.